# Pulo Siron
Pulo Siron is een bestuurslaag in het regentschap Bireuen van de provincie Atjeh, Indonesië. Pulo Siron telt 276 inwoners (volkstelling 2010).